# Lauren Miller
Pour les articles homonymes, voir Miller.
Lauren Anne Miller est une actrice, productrice, réalisatrice, scénariste et monteuse américaine née le 24 juillet 1982 à Lakeland (Floride). 
Elle est l'épouse de l'acteur, scénariste et producteur canadien Seth Rogen, avec lequel elle a travaillé sur plusieurs films.
En 2012, elle tient le rôle principal de la comédie American Sexy Phone, dont elle est également la coscénariste et la productrice.

## Biographie
Lauren Miller est la fille d'Adele et Scott Miller. Elle a grandi à Lakeland, en Floride et est de religion juive,. Elle a également un frère, Dan. La jeune femme est diplômée de l'école de cinéma de l'université d'État de Floride, où elle rencontre Katie Anne Naylon, sa colocataire d'université, avec qui elle co-écrira quelques années plus tard le scénario d'American Sexy Phone, en fonction de leurs expériences personnelles.

## Vie privée

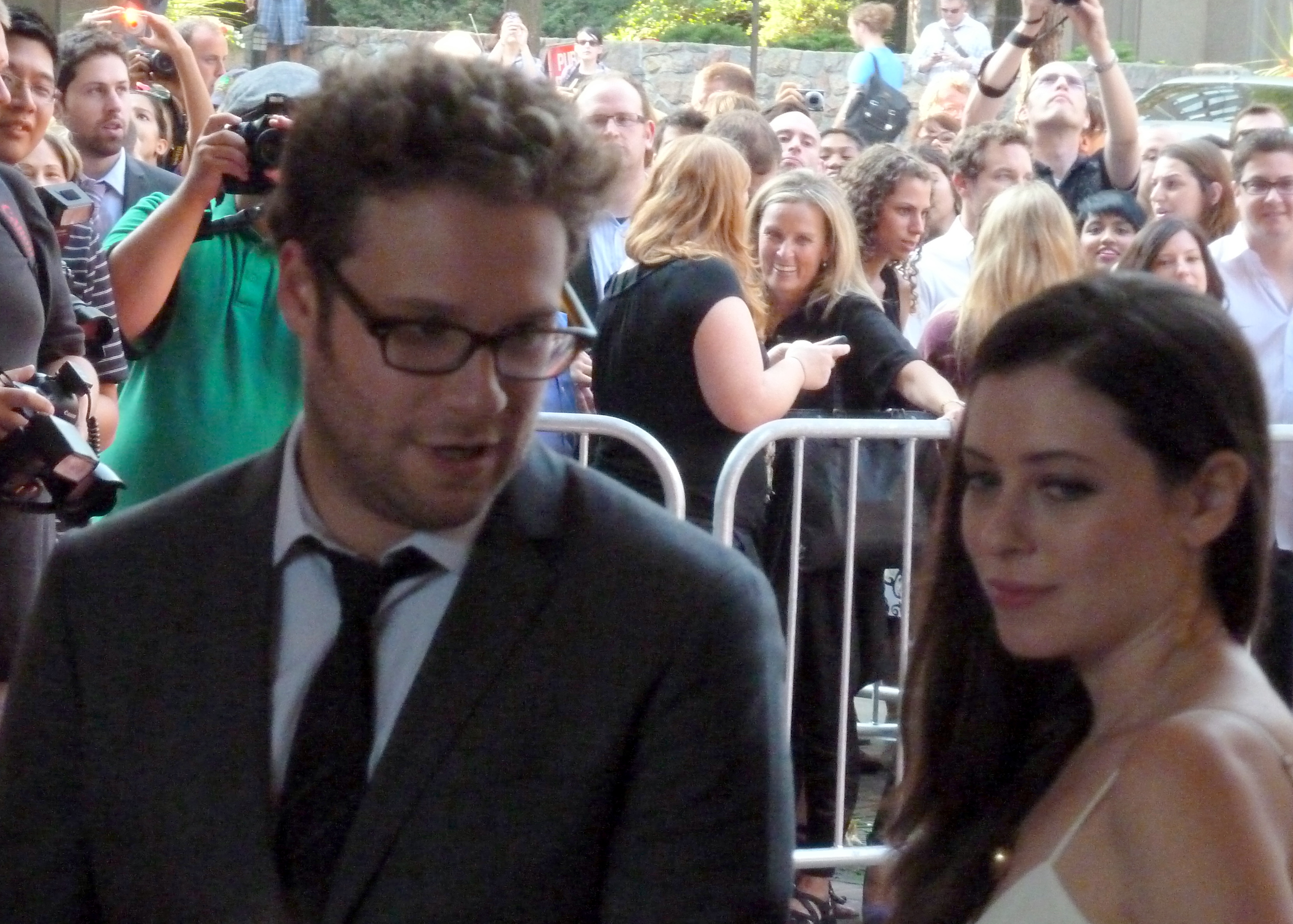
L'actrice aux côtés de son époux Seth Rogen au TIFF 2011.

Depuis 2004, Lauren Miller est la compagne de l'acteur canadien Seth Rogen. Après s'être fiancé en septembre 2010, le couple s'est marié le 2 octobre 2011, en Californie.

## Filmographie

### Comme actrice

#### Cinéma

##### Longs-métrages
- 2007 : SuperGrave (Superbad) de Greg Mottola : Scarlett Brighton
- 2008 : Zack et Miri font un porno (Zack and Miri Make a Porno) de Kevin Smith : Moaner and Groaner
- 2009 : Observe and Report : Girl Employee
- 2011 : 50/50 de Jonathan Levine : Bodie
- 2011 : Girls! Girls! Girls! de Shana Betz, Beth Grant, Tracie Laymon, Jennifer Chambers Lynch, Barbara Stepansky et America Young
- 2012 : American Sexy Phone (For a Good Time, Call...) de Jamie Travis : Lauren Powell

##### Courts-métrages
- 2010 : The Josh and Adam Show: Beach Day (court-métrage) de Danny Brown : Science Girl #1
- 2011 : Long Black Lashes (court-métrage) de Brandon Lasner : Courteney

#### Télévision
- 2009 : Blimp Prom (TV) : Jenny
- 2012 : Ben and Kate (série TV) : Darcy, 2 épisodes

### Comme réalisatrice
- 2003 : Happy Holidays (court-métrage)
- 2004 : Measure of Love (court-métrage)
- 2018 : Like Father (long-métrage)

### Comme scénariste
- 2003 : Happy Holidays (court-métrage)
- 2004 : Measure of Love (court-métrage)
- 2011 : Girls! Girls! Girls!
- 2012 : American Sexy Phone (For a Good Time, Call...)
- 2012 : The Perfect Fit (court-métrage)
- 2018 : Like Father (long-métrage)

### Comme productrice
- 2003 : Leaving Baghdad (court-métrage)
- 2004 : My People the Manatee (court-métrage)
- 2005 : The Unseen Kind-Hearted Beast (court-métrage)
- 2012 : American Sexy Phone (For a Good Time, Call...)